# Хёрли, Патрик
Па́трик Джей Хёрли (англ. Patrick Jay Hurley; 8 января 1883, Уэст-Бранч, Айова — 30 июля 1963, Санта-Фе, Нью-Мексико) — американский военный деятель, политик и дипломат, член Республиканской партии США. 51-й военный министр США (1929—1933).

## Биография и политическая карьера
Родился 8 января 1883 года в Уэст-Бранче (Индейская территория).

### 1908—1941
Хёрли начинал с адвокатской практики в штате Оклахома в 1908 году. Проходил службу в звании полковника американских экспедиционных сил во время Первой мировой войны. После войны учился в Университете Джорджа Вашингтона, где вступил в братство Сигма Чи.
Был активным членом Республиканской партии. В 1929 году был назначен помощником военного министра в администрации президента Герберта Гувера. После смерти Джеймса Уильима Гуда был назначен военным министром и работал в кабинете президента Гувера до 1933 года.

### Вторая мировая война
Хёрли получил звание бригадного генерала в 1941 году, когда Соединённые Штаты вступили во Вторую мировую войну, генерал Джордж Маршалл направил его на Дальний Восток в качестве личного представителя, чтобы изучить возможность освобождения американских войск, которые были осаждены на острове Батан.
После завершения этой миссии Хёрли приступил к серии заданий в качестве личного представителя президента Франклина Рузвельта. В 1942 году он возглавлял дипломатическое представительство США в Новой Зеландии, а затем вылетел в СССР, став первым иностранцем, получившим разрешение на посещение Восточного фронта. В течение следующих двух лет он посетил Ближний Восток, Китай, Иран и Афганистан от имени президента. В ходе своих обязанностей Патрик Хёрли встретился с рядом местных политических лидеров, в том числе номинальным главой сионистского движения в Палестине Давидом Бен-Гурионом.

### Китай
В августе 1944 года Хёрли прибыл в Китай в качестве личного посланника президента Рузвельта к Чан Кайши. Его письменные директивы от президента определились следующим образом:

Вы назначаетесь в качестве моего личного представителя к генералиссимусу Чан Кайши и подотчётны непосредственно мне. Ваша основная задача заключается в налаживании эффективных и гармоничных отношений между генералиссимусом и генералом Стилуэллом и содействие генералу Стиуэллу в командовании китайской армией под его руководством. На вас могут быть возложены дополнительных обязанности.
Военная операция в Китае против японцев осложнялась отсутствием сотрудничества, граничащим с личной враждой, между Стилуэллом и Чан Кайши, что серьёзно затрудняло положение. Твёрдый антикоммунист Хёрли повернулся в сторону Чан Кайши и поддержал замену Стилуэлла на генерала Альберта Ведемейера.
На протяжении своего пребывания в Китае Хёрли считал, что его усилия были подорваны Государственным департаментом, в основном Джоном Стюартом Сёрвайсом и Джоном Патоном Дэвисом в Китае и Джоном Картером Винсентом в Вашингтоне, которые по мнению Хёрли, чрезмерно симпатизировали коммунистическим силам во главе с Мао Цзэдуном.
В начале ноября 1944 года, после отставки посла Кларенса Гаусса, Хёрли предложили стать послом в Китае, но он сначала отказался. Получив 17 ноября телеграмму от Президента, призвавшего его занять должность из-за критического характера ситуации, он неохотно согласился.
Отношения Хёрли с Государственным департаментом не улучшились. Кроме того, президент Рузвельт в феврале 1945 на Ялтинской конференции с Уинстоном Черчиллем и Сталиным заключил секретное соглашение, согласно которому после победы Советский Союз забирал территории, потерянные царской Россией в Русско-японской войне в начале XX века. Хёрли посчитал, что это начало конца некоммунистического Китая.
Надеялся, что после смерти Рузвельта президент Гарри Трумэн признает, что в Ялте произошла ошибка, и ситуация будет исправлена, но его усилия в этом направлении были напрасны. 26 ноября 1945 года он представил резкое заявление об отставке.

Я просил помощи в карьере мужчины, которые выступали против американской политики в китайском театре. Эти профессиональные дипломаты были возвращены в Вашингтон и помещены в китайском и Дальневосточном отделении Госдепартамента, как мои руководители. Некоторые из этих же мужчин, карьеру которого я освободил, были назначены в качестве руководителей, как Верховный главнокомандующий в Азии. В такой позиции большинство из них по-прежнему на стороне вооружённых коммунистических партий и время от времени с империалистической блока выступят против американской политики.

### После Китая
Хёрли был трижды (1946,1948,1952) кандидатом на место в Сенате США от штата Нью-Мексико от республиканской партии, но безуспешно.
Хёрли начал работу в United Western Minerals Corporation of Santa Fe, Нью-Мексико, которая принимает участие в спешке, чтобы начать добычу урана в регионе Амброзии Озера Нью-Мексико в 1950-х годов.
Умер 30 июля 1963 года в Санта-Фе (штат Нью-Мексико).